# Mantidactylus bellyi
Mantidactylus bellyi é uma espécie de anfíbio anuros da família Mantellidae. Está presente em Madagáscar. A UICN classificou-a como pouco preocupante.